# Henrik Alsterdal
Jan Henrik Alsterdal, född 14 oktober 1979 i Järfälla församling, Stockholms län, är en svensk journalist och TV-programledare. Alsterdal inledde sin karriär som radiopratare på den kommersiella radiokanalen Mix Megapol 2001. År 2002 var han reporter på numera nedlagda nyhetsprogrammet TV3 Direkt. Sedan 2003 är han fast anställd på TV4 där han bland annat varit nyhetsankare på TV4 Nyheterna och numera är en av programledarna för Efter fem.
Alsterdal är son till Lotte Alsterdal, systerson till deckarförfattaren Tove Alsterdal och dotterson till Alvar Alsterdal. Han är sedan 2012 gift med TV4-medarbetaren Anders Pihlblad.